# Nikolai Pawlowitsch Chlystow
Nikolai Pawlowitsch Chlystow (russisch Николай Павлович Хлыстов; * 10. November 1932 in Wjaschnewka, Oblast Rjasan; † 14. Februar 1999 in Moskau) war ein sowjetisch-russischer Eishockeyspieler.

## Karriere
Während seiner Karriere spielte der Stürmer bei Krylja Sowetow Moskau und gehörte in den 1950er Jahren zu den besten Stürmern der Sowjetunion. Mit Krylja Sowetow wurde Chlystow 1951 Pokalsieger sowie 1957 Sowjetischer Meister. Außerdem erreichte er mit seinem Team zwei weitere Male das Pokalfinale und wurde 1955, 1956 und 1956 Vizemeister. Insgesamt erzielte er 151 Tore in über 250 Spielen der sowjetischen Liga.

### International
Schon früh wurde Chlystow in das Team der sowjetischen Eishockeynationalmannschaft berufen. Am 29. Januar 1954 stand er in einem Spiel gegen Finnland zum ersten Mal für die Sbornaja auf dem Eis.
Mit der Sbornaja wurde 1954 und 1956 Weltmeister sowie 1955, 1957 und 1958 Vizeweltmeister. 1954 wurde er nach seinem ersten Weltmeistertitel als Verdienter Meister des Sports der UdSSR ausgezeichnet. Für diese Leistung wurde er 1957 mit dem Ehrenzeichen der Sowjetunion ausgezeichnet. Seine internationale Karriere wurde mit der Goldmedaille bei den Olympischen Winterspielen 1956 gekrönt.
Am 24. November 1959 bestritt er sein letztes Länderspiel. Für die Sowjetische Nationalmannschaft erzielte er insgesamt 22 Tore in 79 Länderspielen.
Nach seinem Karriereende betreute er zwischen 1961 und 1964 den Sportverein Roter Oktober als Cheftrainer. 1996 wurde mit dem russischen Verdienstorden für das Vaterland zweiten Grades geehrt, sowie nach seinem Tode postum in die Russische Hockey Hall of Fame aufgenommen.
Chlystow starb 1999 und wurde auf dem Wagankowoer Friedhof in Moskau begraben.

## Erfolge und Auszeichnungen
- 1951 UdSSR-Pokalsieger mit Krylja Sowetow Moskau
- 1952 Vize-Pokalsieger mit Krylja Sowetow Moskau
- 1954 Vize-Pokalsieger mit Krylja Sowetow Moskau
- 1954 Verdienter Meister des Sports der UdSSR
- 1955 Sowjetischer Vizemeister mit Krylja Sowetow Moskau
- 1956 Sowjetischer Vizemeister mit Krylja Sowetow Moskau
- 1957 Sowjetischer Meister mit Krylja Sowetow Moskau
- 1957 Ehrenzeichen der Sowjetunion
- 1958 Sowjetischer Vizemeister mit Krylja Sowetow Moskau
- 1996 Medaille des Verdienstordens für das Vaterland zweiten Grades
- 2004 Aufnahme in die Russische Hockey Hall of Fame[1]

### International
- 1954 Goldmedaille bei der Weltmeisterschaft
- 1955 Silbermedaille bei der Weltmeisterschaft
- 1956 Goldmedaille bei den Olympischen Winterspielen
- 1956 Goldmedaille bei der Weltmeisterschaft
- 1957 Silbermedaille bei der Weltmeisterschaft
- 1959 Silbermedaille bei der Weltmeisterschaft